# Anne Timmons
Pour les articles homonymes, voir Timmons.
Anne Timmons, née en 1955 à Milwaukie dans l'Oregon, est une auteure de comics américaine. Elle a été récompensée en 2001 d'un prix Lulu.

## Biographie
Anne Timmons naît en 1955 à Milwaukie dans l'Oregon. Après des études en illustration à l'université d'état de l'Oregon et au Pacific Northwest College en art séquentiel, elle commence une carrière d'illustratrice de comics. De 2000 à 2006 elle travaille avec Trina Robbins sur la série Go Girl! publiée par Dark Horse Comics. Elle a aussi participé aux albums Dignifying Science : Stories about Women Scientists et Graphic Classics: Jack London tous deux nommés aux Prix Eisner. Elle a adapté L'Abbaye de Northanger de Jane Austen en 2007,.

## Distinctions
- Kimberly A. Yale Award for Best New Talent en 2001[3]
- Lulu of the Year en 2001[3].